# Velino

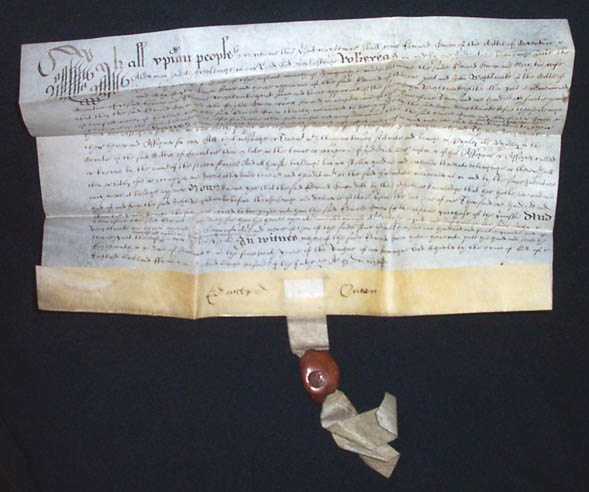
Papel velino datado de 1638.

O papel velino (do francês antigo vélin, para "couro de vitelo") é um tipo de pergaminho fino, liso e acetinado, preparado a partir do couro de vitelo ou fetos bovinos abortados. Era usado como material de escrita manuscrita e impressa, seja na forma de páginas soltas, códices e livros. Devido ao seu alto valor, somente obras especiais ou de luxo eram escritas em velino. 
Com o tempo, os termos pergaminho e velino passaram a ser usados de forma intercambiável. Por analogia, atualmente chama-se velino a todo papel bom, de forma, desprovido de grão, não sendo vergê.